# Kazo (Saitama)
Kazo (加須市 Kazo-shi?) es una ciudad que se encuentra en Saitama, Japón.
Según datos de 2003, la ciudad tiene una población estimada de 68.300 habitantes y una densidad de 1.149,83 personas por km². El área total es de 59,40 km². 
La ciudad fue fundada el 3 de mayo de 1954. 